# Crepidomanes hainanense
Crepidomanes hainanense là một loài thực vật có mạch trong họ Hymenophyllaceae. Loài này được Ching miêu tả khoa học đầu tiên năm 1959.